# Týdny mediálního vzdělávání
Projekt Týdny mediálního vzdělávání pořádá od roku 2017 Jeden svět na školách, který je jedním ze vzdělávacích programů organizace Člověk v tísni. Hlavním záměrem Týdnů mediálního vzděláváni je zdůraznit význam mediálního vzdělávání, jež vede k aktivnímu a zodpovědnému občanství. Projekt je určen pro žáky základních a středních škol.

## Činnost

### TMV 2017 – Na pravdě záleží[1]
První ročník Týdnů mediálního vzdělávání nesl motto Na pravdě záleží. JSNS tím chtěl zdůraznit, že v době, která bývá označována jako „postfaktická“, a v situaci, kdy tradiční masová média ztrácejí váhu, kdy po internetu kolují statisíce „hoaxů“ a „fake news“ a každý den probíhá zápas mezi pravdou a lží, nesmíme na hledání pravdy rezignovat. Mezi fakty a dezinformacemi není často snadné rozlišovat, přesto se o to musíme snažit.
V roce 2017 se zapojilo 43 novinářů (např. Erik Tabery, Robert Čásenský, Jiří Kubík, Karel Hvížďala), 6 mediálních odborníků ( např. Michal Kaderka) a 11 spolupracujících organizací (EDUin, STREMEV). Přihlásilo se celkem 167 škol z toho 85% uspořádalo debatu s jedním ze zapojených novinářů. TMV zahájila 22. května 2017 panelová diskuze s novináři. Diskutovali Marek Wollner z Reportéři ČT, Sabina Slonková z Neovlivní.cz, Veronika Sedláčková z Českého rozhlasu, Robert Břešťan z HlídacíPes.org a Silvie Lauder z Respektu. Debatu vedl Jindřich Šídlo, šéfreportér webu Seznam Zprávy.

### TMV 2018 – O pravdu?[4]
Druhý ročník Týdnů mediálního vzdělávání programu JSNS společnosti Člověk v tísni potvrdil zájem vyučujících i dětí o informace z oblasti fungování médií. Během posledních šesti týdnů školního roku 2017/2018 probíhaly na základních a středních školách po celé České republice aktivity zaměřené na rozvoj kritického myšlení a mediální gramotnosti žáků a studentů. Letošní motto „O pravdu?“ připomínalo důležitost rozlišování pravdivých a důvěryhodných informací v době, kdy se zejména na sociálních sítích rychle šíří značné množství nepravdivých zpráv. V roce 2018 se zapojilo 153 škol, proběhlo 125 diskuzí s 54 novináři a mediálními odborníky.
V roce 2018 TMV zahájila 21. května 2018 panelová diskuze s novináři na téma (Ne)věříme médiím. Diskutovali Erik Tabery (Respekt), Jiří Hošek (Seznam Zprávy), Petr Šabata (Český rozhlas) a Nora Fridrichová (Česká televize). Debatu moderoval Adam Široký, finalista soutěže Hledá se LEADr. z roku 2016. Debata byla vysílána na portálu Seznam Zprávy

### TMV 2019[5][6]
Třetí ročník Týdnů mediálního vzdělávání navázal na úspěšné předešlé dva ročníky a opět nabídl školám zajímavé aktivity zaměřené na rozvoj kritického myšlení a mediální gramotnosti žáků a studentů po celé České republice. Do letošního ročníku se zapojilo 63 novinářů a mediálních odborníků, kteří s žáky a studenty debatovali o mediálních tématech. Školy měly také možnost účastnit se exkurzí do 6 partnerských redakcí.
Tento ročník Týdnů mediálního vzdělávání zahájila 20. května 2019 panelová diskuze s novináři Hosty debaty byli šéfredaktorka ČTK, Radka Marková, šéfredaktor Deníku N, Pavel Tomášek, a redaktorka Českého rozhlasu Marie Bastlová. Debatu moderoval Adam Široký, finalista soutěže Hledá se LEADr. z roku 2016.
Současně byla během Týdnů mediálního vzdělávání široké veřejnosti představena webová aplikace MQtester, která si klade za cíl hravou formou vzdělávat v oblasti médií. Otestovat si svou mediální gramotnost (v jedné ze tří nabízených úrovní pokročilosti), a přitom se více dozvědět o různých aspektech mediálních sdělení, může na internetových stránkách www.jsns.cz/mqtester každý.
Součástí tohoto ročníku TMV byl také představen pětidílný pořad Kovyho mediální ring, který přináší praktické tipy, jak se zorientovat v komplikovaném světě médií. Průvodce pořadem, youtuber Kovy, si pokládá 5 klíčových otázek – KDO?, CO?, KOMU?, JAK? a PROČ?, kterými posuzuje důvěryhodnost a účel jednotlivých mediálních sdělení.

### TMV 2020 – Mediální gramotnost se vyplatí[8][9]
V roce 2020 musely i Týdny mediálního vzdělávání zareagovat na pandemii způsobenou nemocní COVID – 19, která zasáhla celý svět. V reakci na situaci a uzavření škol přizpůsobila organizace jejich podobu online výuce. Mediálnímu vzdělávání se tak mohou věnovat se svými dětmi také rodiče, kteří mají k dispozici materiály i z domova.
Součástí tohoto ročníků byla elektronická cvičebnice MQposilovna sloužící k posílení mediální gramotnosti, kterou mohli žáci a studenti vypracovat zcela samostatně ze svých domovů. Součástí materiálů jsou také tři zábavné výukové spoty, které dovádějí některá rizika online prostředí až do absurdna. Poprvé byly součástí TMV i materiály pro 1. stupeň základních škol – nový animovaný seriál V digitálním světě.  Přibližuje dětem prostředí „nul a jedniček“ a seznamuje je se základními pojmy a nástroji digitálního světa jako jsou vyhledávače, cookies nebo „lajky“. Vysvětluje principy tvorby bezpečného hesla, rozebírá důvody rodičovské kontroly a upozorňuje na nezbytnost ověřování informací. Otevírá i problematická témata jako jsou například projevy nenávisti a rizikového chování na internetu.
Aby studenti a žáci nepřišli o debaty s novináři uspořádalo JSNS online debatu na téma Média veřejné služby v době koronakrize. Debatovali ti, kteří řídí zpravodajství našich veřejnoprávních médií. Konkrétně Radka Matesová Marková, šéfredaktorka České tiskové kanceláře, Zdeněk Šámal, ředitel zpravodajství a sportu České televize a Jan Pokorný, ředitel zpravodajství Českého rozhlasu. Debatu moderoval novinář Robert Břešťan, šéfredaktor investigativního serveru Hlídacípes.org.
Druhá debata s novinářem byla online rozhovor s Martinem Veselovským (DVTV), který vedl Konstantin Sulimenko (Seznam Zprávy). Rozhovor nesl podtitul „Ptejte se toho, kdo se vždycky ptá“.